# Municipio de Sturgeon
El municipio de Sturgeon (en inglés: Sturgeon Township) es un municipio ubicado en el condado de St. Louis en el estado estadounidense de Minnesota. En el año 2010 tenía una población de 140 habitantes y una densidad poblacional de 1,46 personas por km².

## Geografía
El municipio de Sturgeon se encuentra ubicado en las coordenadas 47°45′48″N 92°53′24″O / 47.76333, -92.89000. Según la Oficina del Censo de los Estados Unidos, el municipio tiene una superficie total de 95.58 km², de la cual 95,58 km² corresponden a tierra firme y (0 %) 0 km² es agua.

## Demografía
Según el censo de 2010, había 140 personas residiendo en el municipio de Sturgeon. La densidad de población era de 1,46 hab./km². De los 140 habitantes, el municipio de Sturgeon estaba compuesto por el 90,71 % blancos, el 2,14 % eran amerindios, el 0,71 % eran asiáticos y el 6,43 % eran de una mezcla de razas. Del total de la población el 0 % eran hispanos o latinos de cualquier raza.